# 2010年亚洲运动会卡塔尔代表团
2010年亚洲运动会卡塔尔代表团一共有257名运动员参赛，其中男运动员206人，女运动员51人。
奖牌榜：
| 名次 | 代表团 | 金牌 | 银牌 | 铜牌 | 总数 |
| ---- | ------ | ---- | ---- | ---- | ---- |
| 18   | 卡塔尔 | 4    | 5    | 7    | 16   |

## 奖牌获得者

### 金牌
1. 费米-塞温-奥朱努德：田径 - 男子200米
2. 阿齐兹-萨利赫-阿提亚、马苏德-萨利赫-哈马德、纳赛尔-萨利赫-阿提亚：射击 - 男子飞碟双向团体
3. 穆塔兹-伊萨-巴尔希姆：田径 - 男子跳高
4. 费米-塞温-奥朱努德：田径 - 男子400米

### 银牌
1. 伊萨-伊斯梅尔-拉希德：田径 - 男子10000米
2. 艾哈迈德-穆罕默德-齐卜：田径 - 男子铁饼
3. 马苏德-萨利赫-哈马德：射击 - 男子飞碟双向
4. 萨米尔-卡迈勒-阿里：田径 - 男子3000米障碍
5. 詹姆斯-库瓦利亚-C-库鲁伊：田径 - 男子5000米

### 铜牌
1. 穆巴拉克-哈桑-沙米：田径 - 男子马拉松
2. 穆萨卜-阿卜杜勒-拉赫曼-巴拉：田径 - 男子800米
3. 纳赛尔-萨利赫-阿提亚：射击 - 男子飞碟双向
4. 拉希德-艾哈迈德-曼纳伊：田径 - 男子跳高
5. 费利克斯-基克瓦勒-基布雷：田径 - 男子5000米
6. 伊马迪、哈杰里、穆赖希：保龄球 - 男子三人赛
7. 哈马德-阿里-马里：射击 - 男子双多向飞碟